# Ursavus
L'ursavo (gen. Ursavus Schlosser, 1899) è un mammifero carnivoro estinto, appartenente agli ursidi. Visse tra il Miocene inferiore e il Miocene superiore (circa 17 - 8 milioni di anni fa) e i suoi resti fossili sono stati ritrovati in Europa, Asia e Nordamerica.

## Descrizione
Questo animale è noto principalmente per resti della dentatura e di mandibole isolate, ma nel 2014 è stato descritto un cranio completo proveniente dalla Cina, che ha permesso di ipotizzare almeno parzialmente l'aspetto di Ursavus. Il cranio della specie cinese (U. tedfordi) indica una specie di dimensioni piuttosto grandi, della taglia di un grosso lupo attuale. La morfologia era intermedia tra quella di ursidi arcaici come Cephalogale e gli ursidi attuali come Selenarctos. Si suppone che Ursavus potesse superare i 90 chilogrammi di peso.
Il muso è corto e largo rispetto alla parte posteriore del cranio; la cresta sagittale è enormemente alta posteriormente, a strapiombo ben oltre la superficie nucale; la parte craniale è stretta rispetto alla parte facciale; la bolla timpanica è di forma triangolare, con un breve meato uditivo tubolare esterno; la mandibola è robusta; i premolari sono fortemente ridotti in dimensioni e a forma di bottone; le rughe di smalto sono poco sviluppate sui molari.
In generale, le varie specie di Ursavus presentano i seguenti tratti diagnostici: canini compressi lateralmente, con evidenti carene anteriori e posteriori; i premolari sono sempre in numero di quattro, separati da brevi diastemi; tranne il quarto premolare superiore, tutti i premolari sono semplici, senza cuspidi secondarie; il secondo e terzo premolare sono a doppia radice; il metastilo del quarto premolare superiore è a forma di lama, il suo protocono notevolmente lontano e spostato posteriormente, con un robusto cingolo interno; le superfici della corona dei molari sono fortemente rugose; i molari superiori sono di forma rettangolare, leggermente più lunghi che larghi.

## Classificazione
Ursavus è solitamente noto come il primo orso, anche se i primi appartenenti alla famiglia degli ursidi sono noti almeno dall'Oligocene o forse dall'Eocene (Cephalogale, Amphicynodon, Parictis). Ursavus è stato tuttavia uno dei primi ursidi a sviluppare una dentatura (e forse una struttura corporea) paragonabile a quella degli orsi odierni, ed è ritenuto uno dei più antichi membri della sottofamiglia Ursinae.
Il genere Ursavus venne istituito nel 1899 da Schlosser, per accogliere una specie precedentemente ascritta al genere Cephalogale (C. brevirhinus) da Hofmann nel 1887. Oltre alla specie tipo Ursavus brevirhinus, rinvenuta in Germania e in Francia, a questo genere sono state ascritte numerose specie. Attualmente ne sono riconosciute 8: dall'Europa U. isorei, U. brevirhinus, U. intermedius, U. primaevus, e U. ehrenbergi; dalla Cina U. sylvestris e U. tedfordi; dal Nordamerica U. pawniensis. Molte di queste specie sono conosciute in modo imperfetto, ma sembra che una delle più primitive sia stata U. brevirhinus del Miocene inferiore, che diede poi origine a U. primaevus. Tra le specie più derivate, da ricordare U. ehrenbergi e U. tedfordi, una delle ultime ad estinguersi, nel Miocene superiore.
Altre specie precedentemente attribuite a Ursavus sono state in seguito riclassificate in altri generi, come U. orientalis e U. elmensis (attualmente noti come Ballusia orientalis e B. elmensis) e U. depereti, ridenominato Agriarctos depereti.

## Paleobiogeografia
Sembra che Ursavus si sia originato in Asia nel corso del Miocene inferiore da animali simili a Ballusia, per poi diffondersi velocemente in Europa e in Nordamerica. Ursavus sembra essere stato un animale in grado di nutrirsi di una vasta gamma di cibi, grazie alla dentatura che anticipava già quella degli orsi attuali. La dentatura era dotata di molari trituranti che permettevano una dieta onnivora.